# Константин (Вафидис)
Митрополи́т Константи́н Вафи́дис (греч. Μητροπολίτης Κωνσταντίνος Βαφείδης; 1847, Саранта Екклесис, Османская империя — 24 апреля 1899, Дидимотихо, Османская империя) — епископ Константинопольской православной церкви; митрополит Дидимотихский (1896—1899).

## Биография
Родился в 1847 году в греческой семье Иоанна и Фомаиды Вафидисов в городе Саранта Екклесис (Лозенград), в Османской империи. Его родной брат — митрополит Филарет (Вафидис).
В 1868 году окончил Халкинскую богословскую школу, а в 1872 году — Киевскую духовную академию. Преподавал догматическое богословие и церковнославянский язык в Халкинской богословской школе.
3 октября 1885 года состоялась его архиерейская хиротония в митрополита Маронийского.
В 1888 году назначен на Серрейскую и Нигритскую митрополию.
2 января 1892 года назначен управляющим Никопольской митрополией.
1 августа 1896 года — митрополит Дидимотихский.
Скончался 24 апреля 1899 года в Дидимотихо, в Османской империи.

## Публикации
- Ορθόδοξος Χριστιανική Κατήχησις : Κύκλος πρώτος Προς χρήσιν της εν ταις κατωτέραις τάξεσι των παρ' ημίν αστικών Σχολών μαθητευούσης ορθοδόξου νεολαίας / Αρχιμ. Κωνσταντίνου Βαφείδου (μητροπολίτου Διδυμοτείχου).